# Apiario di Sicca
Apiario di Sicca (Sicca Veneria, IV secolo – V secolo) è stato un prete romano della provincia dell'Africa.

## Biografia
Presbitero di Sicca Veneria (Le Kef, in Tunisia), fu scomunicato da Urbano, vescovo di Sicca Veneria, per dei gravi errori. Il prete fece ricorso in appello a papa Zosimo, il quale inviò una legazione in Africa composta da Faustino, vescovo di Potentia, e dai sacerdoti romani Filippo e Asello. Il concilio riunito a Cartagine il 25 maggio 419 affrontò la questione di Apiario, il quale chiese perdono. Il concilio assolse il prete dalla scomunica, lo reintegrò nei suoi uffici, a patto, in futuro, di non appellarsi mai più a Roma. Una lettera relativa al caso di Apiario fu inviata dal concilio a papa Bonifacio I, che nel frattempo aveva sostituito Zosimo.
In seguito, Apiario, ammesso nel clero della diocesi di Tabraca, fu nuovamente scomunicato per motivi molto gravi. Il prete, contravvenendo alle disposizioni prese nel 419, si appellò a papa Celestino I, recandosi personalmente a Roma. Rimandato in Africa accompagnato dal vescovo Faustino, fu indetto un nuovo concilio, nel 425, durante il quale Apiario, pressato da più parti, finì per confessare i suoi delitti ed essere definitivamente scomunicato.